# Pharmazeutisch-technischer Assistent
Pharmazeutisch-technischer Assistent (PTA) ist ein in Deutschland anerkannter Ausbildungsberuf. Um die staatliche Erlaubnis zur Ausübung dieses Berufes zu erhalten, sind zusätzlich zu mindestens dem Mittleren Schulabschluss eine zweijährige Ausbildung an der Berufsfachschule sowie ein halbjähriges Anerkennungspraktikum erforderlich.

Etwa 90 % aller PTAs arbeiten in einer öffentlichen Apotheke, wo sie zum pharmazeutischen Personal zählen und die Apotheker in deren Tätigkeit unterstützen.

## Berufsgeschichte
Der Beruf PTA wurde im Jahre 1968 neu geschaffen, da mit der Neuordnung der Apothekerausbildung der bisherige Assistenzberuf Apothekerassistent wegfiel. Da sich die Anforderungen im Gesundheitswesen ständig ändern (zum Beispiel wegen Expansion des medizinischen Wissens und zunehmenden Wettbewerbs der Apotheken untereinander), haben die Ansprüche an die PTA seitdem zugenommen. Des Weiteren haben sich im Laufe der Zeit die beruflichen Einsatzgebiete außerhalb der Apotheke erweitert (siehe Tätigkeitsbereiche). [veraltet] Mit Wirkung vom 1. Januar 2023 wurde die Ausbildung durch das PTA-Gesetz vom 13. Januar 2020 (BGBl. I S. 66) neu geregelt.

## Ausbildung

### Ausbildung an der Berufsfachschule
Im theoretischen Unterricht an der Berufsfachschule erhalten die angehenden PTA fachspezifischen Unterricht in verschiedenen naturwissenschaftlichen Fächern, wie z. B. allgemeine und pharmazeutische Chemie, Galenik, Botanik, Drogenkunde und Arzneimittelkunde sowie Giftkunde.
Neben den rein theoretischen Stunden werden praktische Übungen zur Untersuchung von Körperflüssigkeiten, Erkennung von Arzneipflanzen, Herstellung bestimmter Arzneiformen sowie zum Umgang mit der EDV durchgeführt. Hierzu zählen Identitäts- und Gehaltsbestimmungen von Arzneistoffen, Hilfsstoffen und Drogen (getrocknete Tier- und Pflanzenteile) mittels physikalischer und chemischer Untersuchungsmethoden.
Während der schulischen Ausbildungsphase müssen die PTA-Schüler in den Ferien ein vierwöchiges Praktikum in einer Apotheke ableisten, um Einblicke in die Betriebsabläufe und pharmazeutischen Tätigkeiten zu erhalten. Darüber hinaus ist eine acht Doppelstunden umfassende Ausbildung in Erster Hilfe zu absolvieren.
Die schulische Ausbildung endet mit dem ersten Abschnitt der Prüfung. Diese besteht aus einem schriftlichen, mündlichen und praktischen Teil.
Schriftlich werden geprüft:
- Arzneimittelkunde
- Allgemeine und pharmazeutische Chemie
- Galenik
- Botanik und Drogenkunde

Mündlich werden geprüft:
- Gefahrstoff-, Pflanzenschutz- und Umweltkunde
- Pharmazeutische Gesetzeskunde, Berufskunde
- Medizinproduktekunde

Praktisch werden geprüft:
- Chemisch-pharmazeutische Übungen einschließlich Untersuchung von Körperflüssigkeiten
- Übungen zur Drogenkunde
- Galenische Übungen

### Praktische Ausbildung
An die Ausbildung an der Berufsfachschule schließt die praktische Ausbildung in der Apotheke an. Vor Ort setzen die Auszubildenden ihre erworbenen Kenntnisse und Fertigkeiten in die Praxis um. Die Bearbeitung ärztlicher Verschreibungen, Beschaffung von Informationen sowie Beratung von Patienten zur ordnungsgemäßen Anwendung und Aufbewahrung von Arzneimitteln und apothekenüblichen Waren gehören zu den wichtigsten Aufgaben der zukünftigen PTA.
Weiterhin werden sie mit der Prüfung von Arzneimitteln, Arznei- und Hilfsstoffen sowie der Herstellung von Arzneimitteln und deren Preisberechnung vertraut gemacht. Neben den praktischen Tätigkeiten werden aber auch Kenntnisse über die für den Apothekenbetrieb wichtigen Rechtsvorschriften sowie über den Verkehr von Arzneimitteln, Betäubungsmitteln und Gefahrstoffen vermittelt, soweit sie die Tätigkeit der PTA berühren.
Während der praktischen Ausbildung in der Apotheke ist ein Tagebuch zu führen, in dem ausgewählte Themen näher beschrieben werden sollen.
Die praktische Ausbildung endet mit dem zweiten Abschnitt der staatlichen Prüfung zum PTA. Er besteht aus einer mündlichen Prüfung zum Fach Apothekenpraxis.
Der Beruf des PTA darf nur mit entsprechender Berufserlaubnis ausgeübt werden. Diese kann nach erfolgreich absolvierter Ausbildung bei der zuständigen staatlichen Stelle beantragt werden.

## Ausbildungsdauer
Die Ausbildung dauert etwa zweieinhalb Jahre. Zunächst wird ein zweijähriger Lehrgang an einer staatlich anerkannten Lehranstalt für pharmazeutisch-technische Assistenten absolviert, danach eine praktische Ausbildung von sechs Monaten in einer öffentlichen Apotheke. Möglich ist auch, drei Monate des 6-Monat-Praktikums in einer Krankenhausapotheke und die andere Hälfte in einer öffentlichen Apotheke zu absolvieren. Das ermöglicht einen breiteren Einblick in die möglichen Arbeitsbereiche einer/eines PTA.

## Voraussetzungen
Voraussetzung für den Besuch einer PTA-Lehranstalt ist der Realschulabschluss oder ein vergleichbarer anderer Bildungsabschluss.
Als PTA sollte man zuverlässig, ordnungsliebend und gewissenhaft sein. Man sollte den Umgang mit Menschen und die Arbeit im Team mögen.
Außerdem sind folgende Fähigkeiten wichtig:
- Durchschnittliches allgemeines intellektuelles Leistungsvermögen
- Durchschnittliches abstrakt-logisches Denken (z. B. folgerichtiges Aufbauen von Versuchsanordnungen)
- Durchschnittliches rechnerisches Denken (Beispiele siehe unter Kenntnisse und Fertigkeiten)
- Durchschnittliches sprachliches Denken (Beispiele siehe unter Kenntnisse und Fertigkeiten)
- Beobachtungsgenauigkeit (z. B. Erkennen von Veränderungen bei chemischen oder mikrobiologischen Versuchsreihen)
- Daueraufmerksamkeit (z. B. Beobachten von pharmazeutischen Versuchsabläufen)
- Merkfähigkeit (z. B. Abrufen von Fachwissen aus Arzneibüchern, Stofflisten und Herstellungsvorschriften)
- Fingergeschick (z. B. Zerkleinern von Substanzen zur Arzneimittelherstellung), Handgeschick (z. B. Mischen von Substanzen zur Arzneimittelherstellung)
- Auge-Hand-Koordination (z. B. Abmessen, Ab- und Umfüllen chemischer Substanzen)
- Technisches Verständnis (z. B. Warten der Prüfgeräte und Laboreinrichtungen)

## Tätigkeitsbereiche

### Öffentliche Apotheke
Der größte Teil derjenigen, die sich für eine Ausbildung zur PTA entscheiden, strebt die öffentliche Apotheke als zukünftigen Arbeitsplatz an, da hier ihr Tätigkeitsspektrum am breitesten gefächert ist. PTAs gehören gemäß Apothekenbetriebsordnung zum pharmazeutischen Personal und dürfen somit unter Aufsicht eines Apothekers pharmazeutische Tätigkeiten ausüben. Wichtig ist dabei, die Kunden und Patienten über die richtige Anwendung der Produkte zu informieren. Auch in der Gesundheitsberatung und Prävention trägt die PTA zunehmend Verantwortung.

### Krankenhausapotheke
Häufig haben Krankenhäuser eine eigene Apotheke, die für die Arzneimittelversorgung der Patienten im Krankenhaus zuständig ist. Der Umfang der in einer Krankenhausapotheke hergestellten Arzneimittel ist wesentlich größer. Der größte Unterschied zur öffentlichen Apotheke liegt darin, dass die PTA im Krankenhaus keinen Kontakt zu den Patienten hat.

### Pharmazeutische Industrie, Arzneimitteluntersuchungsstellen, Universität
Wer gerne im Labor arbeitet, findet in den Forschungslaboratorien der Universitäten oder in Prüfinstitutionen interessante Tätigkeitsfelder. Besonders in den Bereichen der analytischen Bestimmung von Arzneistoffen und bei der Herstellung verschiedener Arzneiformen ist die Mitarbeit des PTA gefragt. Ebenfalls dürfen PTAs ohne weitere Ausbildung als Pharmaberater tätig sein. Weitere berufliche Einsatzgebiete sind: Krankenkassen, Behörden und PTA-Schulen. Darüber hinaus kann sich ein PTA auch als Trainer für das Apothekenpersonal selbstständig machen.

## Verdienstmöglichkeiten
Die Ausbildung an staatlichen Schulen muss in der Regel nicht bezahlt werden. Private Schulen verlangen ein Schulgeld für die Ausbildung zur PTA. Für das halbjährige Praktikum erhalten die angehenden PTA bereits eine Praktikumsvergütung, die aber im Bundesland Sachsen auf Grund der fehlenden tariflichen Regelung nicht gezahlt werden muss. Das Gehalt der PTA in der Apotheke hängt von den Berufsjahren und dem Bundesland ab, in dem die Tätigkeit ausgeübt wird.
Eine Orientierung über die Bezahlung bietet der Gehaltstarif, nach dem die Vergütung zwischen 2.078 Euro im 1.–2. Berufsjahr und 2.691 Euro ab dem 15. Berufsjahr liegt (Stand: 1. September 2018). Die Zahlen gelten für alle Kammerbezirke außer Nordrhein und Sachsen. In Nordrhein gelten geringfügig andere Zahlen (1.–2. Berufsjahr: 2.039 Euro; ab dem 10. Berufsjahr: 2.620 Euro; Stand 1. Januar 2018). In Sachsen besteht keine Tarifbindung.
Die Tarifverträge im Apothekenwesen werden zwischen ADEXA (Apothekengewerkschaft) und dem ADA (Arbeitgeberverband Deutscher Apotheken) bzw. der Tarifgemeinschaft der Apothekenleiter (TGL) Nordrhein abgeschlossen. Außerhalb der Apotheke bieten sich oft bessere Verdienst- und Karrierechancen an.

## Stellenmarkt
Die Berufsaussichten für PTA sind eng mit der Situation der Apotheken verknüpft. Im Moment sind die langfristigen Auswirkungen der anstehenden Gesundheitsreformen, in deren Ergebnissen mit einem Stellenabbau im Apothekenbereich zu rechnen ist, noch nicht abzuschätzen. Dennoch sind PTA aufgrund ihrer Qualifizierung ein unverzichtbarer Bestandteil des Apothekenteams.
Der Frauenanteil liegt im PTA-Beruf bei mehr als 90 %. Flexible Arbeitszeiten und Teilzeitarbeit machen den Beruf zusätzlich interessant. In den Jahren 1999 bis 2011 ist die Anzahl der beschäftigten PTA in Deutschland von 42.745 auf 66.867 gestiegen.

## Weiterbildung
Das Weiterbildungsinstitut für PTA (WIpta) bietet berufsbegleitend Weiterbildungsgänge mit einem bundesweit anerkannten IHK-Abschluss an. Lerngebiete sind dabei zum Beispiel:
- Offizin
- Krankenhaus
- Industrie
- Dermopharmazie
- Ernährung

Voraussetzungen für die Teilnahme sind der Nachweis des staatlichen Examens/Anerkennung zur PTA oder eines gleichwertigen Abschlusses und eine zweijährige Berufserfahrung. Zudem besteht die Möglichkeit, an der Fachhochschule in Schmalkalden in Thüringen ein Weiterbildungsstudium zum Pharmazieökonomen (FH) zu absolvieren.
Bei gegebener Zugangsvoraussetzung steht es den PTA natürlich auch offen, ein Studium der Pharmazie an einer Universität anzuschließen. Dabei gibt es in einigen Bundesländern auch die Möglichkeit zum Studieren ohne Abitur. Außerdem ist es möglich die Weiterbildung zum Industriemeister für Pharmazie oder Chemie oder zum staatlich geprüften Biotechniker anzutreten.